# 松皮 (马恩省)
松皮（法語：Sompuis，法語發音：[sɔ̃pɥi]）是法国马恩省的一个市镇，属于维特里勒弗朗索瓦区。

## 地理
松皮（48°40'55"N, 4°22'45"E）面积43.82 平方千米，位于法国大東部大區马恩省，该省份为法国东北部内陆省份，北起阿登省，西北接埃纳省，西南接塞纳-马恩省，南至奥布省，东南接上马恩省，东临默兹省。
与松皮接壤的市镇（或旧市镇、城区）包括：多农、普瓦夫尔、特鲁昂、布拉西、科勒、格拉讷、于龙、安博维尔、香槟地区迈松、苏代。

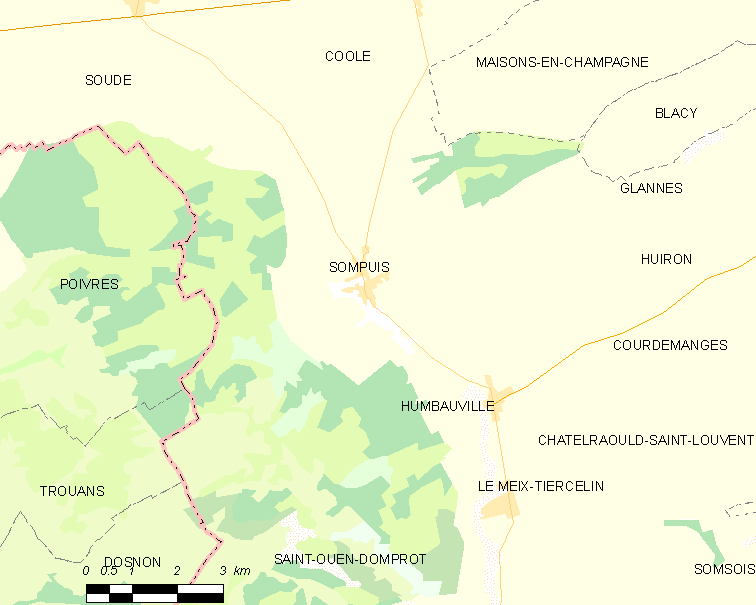
的OSM定位图

松皮的时区为UTC+01:00、UTC+02:00（夏令时）。

## 行政
松皮的邮政编码为51320，INSEE市镇编码为51550。

## 政治
松皮所属的省级选区为维特里勒弗朗索瓦-香槟-代尔县。

## 人口

1962-2008年间人口变化图示

松皮于2022年1月1日时的人口数量为264人。